# Dusičnan hydroxylamonný
Dusičnan hydroxylamonný je anorganická sloučenina s chemickým vzorcem [NH3OH][NO3]. Je to sůl odvozená od hydroxylaminu a kyseliny dusičné. Ve své čisté formě je to bezbarvá hygroskopická pevná látka. Má potenciál k využití jako raketový pohon. Pohonné hmoty na bázi dusičnanu hydroxylamonného jsou životaschopným a efektivním řešením pro budoucí vesmírné mise založené na zelené pohonné látce, protože nabízejí o 50 % vyšší výkon pro danou pohonnou nádrž ve srovnání s komerčně používaným hydrazinem.

## Vlastnosti
Sloučenina je sůl se separovanými hydroxylamonnými a dusičnanovými ionty. Dusičnan hydroxylamonný je nestabilní, protože obsahuje jak redukční činidlo (hydroxylamonný kation), tak oxidační činidlo (dusičnan), situace je podobná jako u dusičnanu amonného. Obvykle se s ním zachází jako s vodným roztokem. Roztok je žíravý a toxický a může být karcinogenní. Pevný dusičnan hydroxylamonný je nestabilní, zejména v přítomnosti stopových množství kovových solí.

## Laboratorní příprava
1. Dvojitý rozklad
2. Neutralizace
3. Výměna iontů pomocí pryskyřic
4. Elektrolýza
5. Hydrogenace kyseliny dusičné
6. Katalytická redukce oxidů dusíku

## Využití
Dusičnan hydroxylamonný se využívá jako součást raketového paliva, v pevné i kapalné formě. Umožnil také vývoj pevných pohonných hmot, které by bylo možné elektricky ovládat a zapínat a vypínat.
Čínská letecká a vědecká a technologická společnost (CASC) zahájila v lednu 2018 demonstraci raketoplánu na bázi dusičnanu hydroxylamonného na mikrosatelitu.
Japonská demonstrační satelitní technologie Innovative Satellite Technology Demonstration-1, která byla uvedena na trh v lednu 2019, obsahuje demonstrační thruster využívající dusičnan hydroxylamonný a úspěšně fungující na oběžné dráze.
Dusičnan hydroxylamonný se někdy používá v přepracovaném jaderném palivu jako redukční činidlo pro ionty plutonia.